# Ка' д'Андреа
Ка̀' д'Андрѐа (на италиански: Ca' d'Andrea) е село в Северна Италия, община Торе де' Пиченарди, провинция Кремона, регион Ломбардия. Разположено е на 34 m надморска височина.